# Sambava

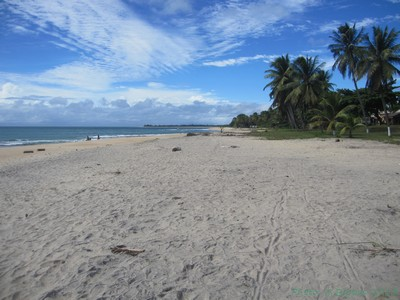
Widok na plażę z Sambavy

Sambava – miasto w północnym Madagaskarze, w dystrykcie Sambava. Stolica regionu Sava. Według spisu z 2018 roku liczy 84 tys. mieszkańców. 